# 鳥居鍗次郎

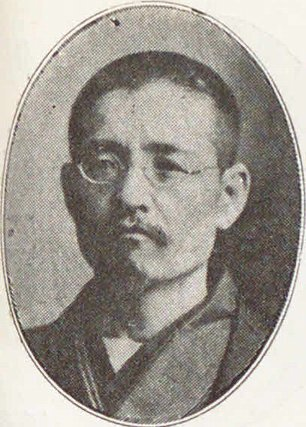
鳥居鍗次郎

鳥居 鍗次郎（とりい ていじろう、慶応3年9月28日（1866年11月5日） - 大正8年（1919年）5月25日）は、衆議院議員（立憲同志会→憲政会）、弁護士。

## 経歴
越後国岩船郡村上本町（現在の新潟県村上市）出身。1888年（明治21年）、英吉利法律学校（現在の中央大学）出身。ついで代言人試験に合格し、弁護士を開業した。1898年（明治31年）、大阪区裁判所検事に転じ、翌年には大阪地方裁判所検事を務めるも、1900年（明治33年）に辞職して、再び新潟市で弁護士業務に従事し、新潟市弁護士会長も務めた。
新潟県会議員、新潟市参事会員を経て、1915年の第12回衆議院議員総選挙に出馬し、当選。第2次大隈内閣で内務副参政官を務めた。
その他、新潟県教育会長に就任し、そのかたわら新潟女子工芸学校校長も務めた。